# Oberpollinger

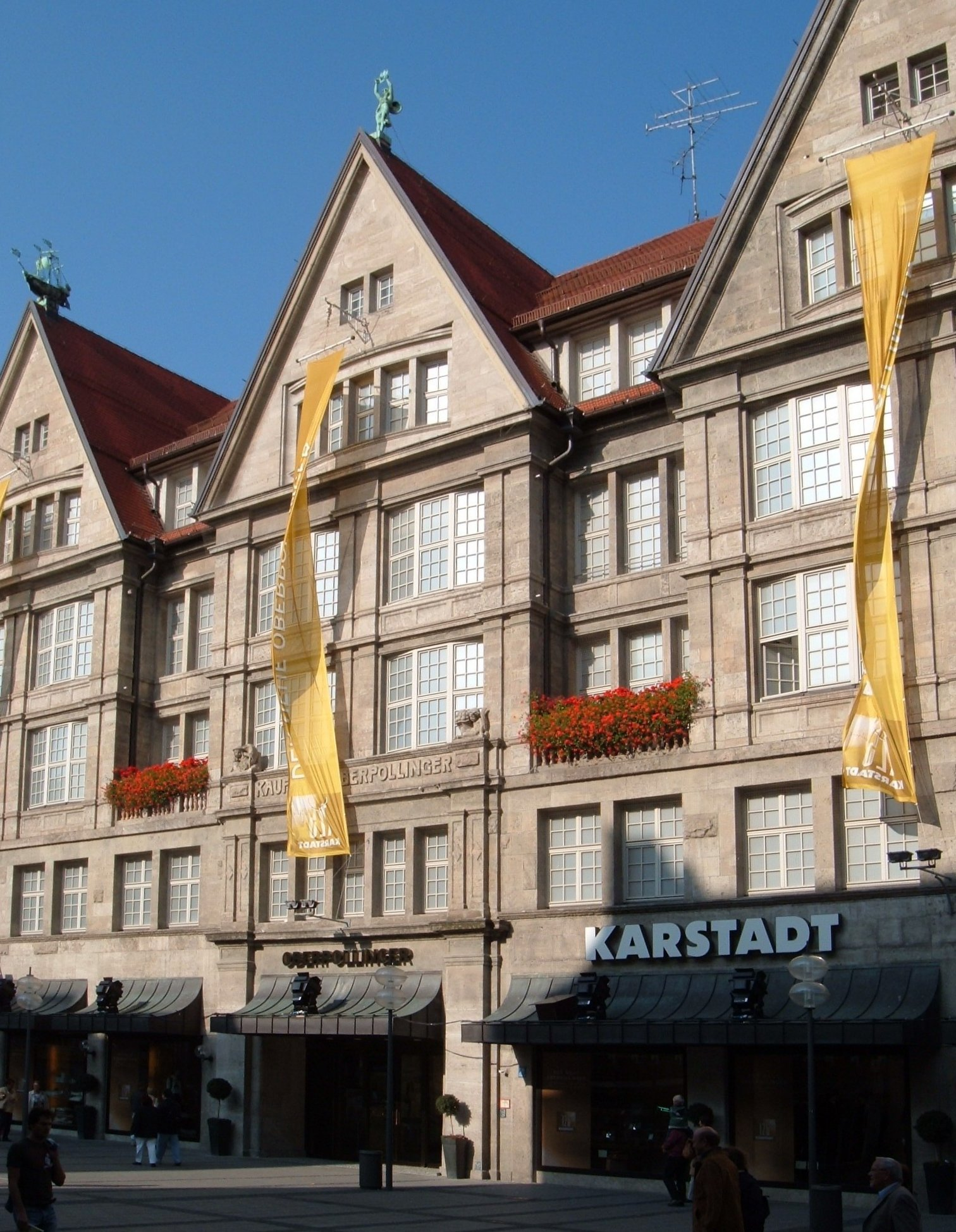
Oberpollinger

Oberpollinger är ett välkänt varuhus i München. Det ingår liksom Alsterhaus i Hamburg och KaDeWe i Berlin i Karstadts företagsgrupp Karstadt Premium Group.
Namnet Oberpollinger går tillbaka till det historiska Hotel Oberpollinger som fanns på platsen tidigare. 1905 öppnades varuhuset Oberpollinger. Karstadt tog över varuhuset 1927 men namnet Oberpollinger behölls. 1931 följde en utbyggnad och delvis byggdes varuhuset om. Varuhuset skadades svårt under bombningar 8 januari 1945 men kunde 1947 åter öppnas. 
2006 var en omfattande renovering genomförd. Under senare år har Gucci, Dior, Burberry, Tod's, Louis Vuitton, Fendi, Prada och miu miu öppnat verksamheter i huset. 